# Frag doch den Inder
Frag doch den Inder ist der Name einer von der Agentur Blink für den österreichischen Mobilfunkbetreiber tele.ring entwickelten Werbekampagne, die im Herbst 2008 gestartet und 2016 eingestellt wurde. Sie folgte der Kampagne Weg mit dem Speck!, die von der Agentur Dirnberger de Felice stammt.

## Hintergrund
Die einzelnen Spots waren so gestaltet, dass Fragen in den Raum geworfen werden und plötzlich das Testimonial, der Inder (gespielt von Ramesh Nair), erscheint, diese beantwortete und zugleich einen Bezug zu einem Handytarif von tele.ring herstellte.
Da sich die Kampagne als erfolgreich erwies, wurde im November 2008 mit der Musik- und Tanzgruppe TripleD If der Song Frag doch den Inder aufgenommen, welcher im darauffolgenden Dezember vom Label MG Sound veröffentlicht wurde. Anfang 2009 stieg die Single in die österreichischen Verkaufscharts ein und verkaufte sich bis Mitte Januar 2009 rund 3200 Mal.
Der Werbeslogan Frag doch den Inder wurde von der Zeitschrift Horizont zum Slogan des Jahres 2008 gekürt. Allerdings wurde die Kampagne mehrfach kritisiert, weil der Slogan möglicherweise Inder diskriminiere.